# Acacia schaffneri
Acacia schaffneri là một loài thực vật có hoa trong họ Đậu. Loài này được (S.Watson) F.J.Herm. miêu tả khoa học đầu tiên.

## Hình ảnh

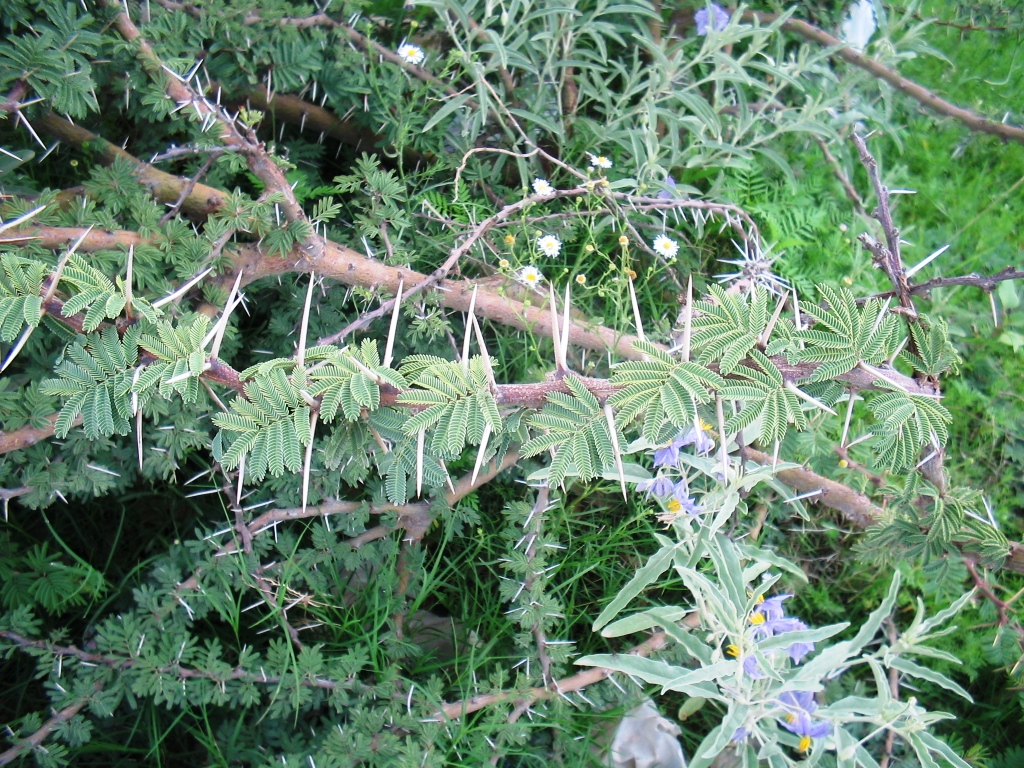
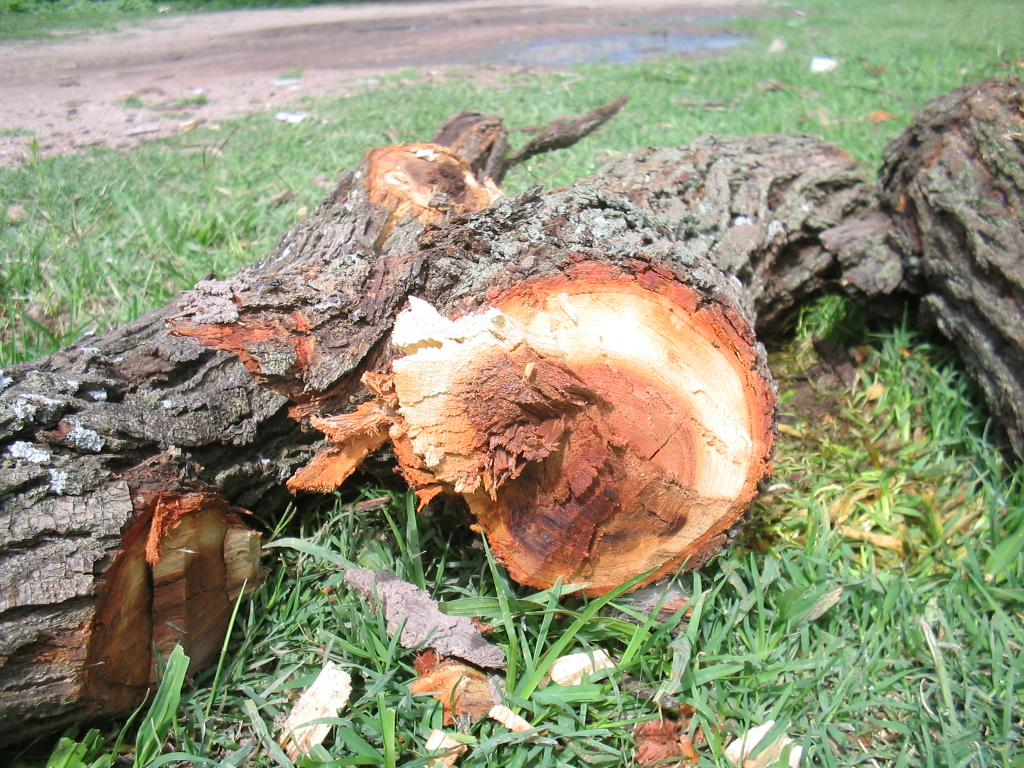
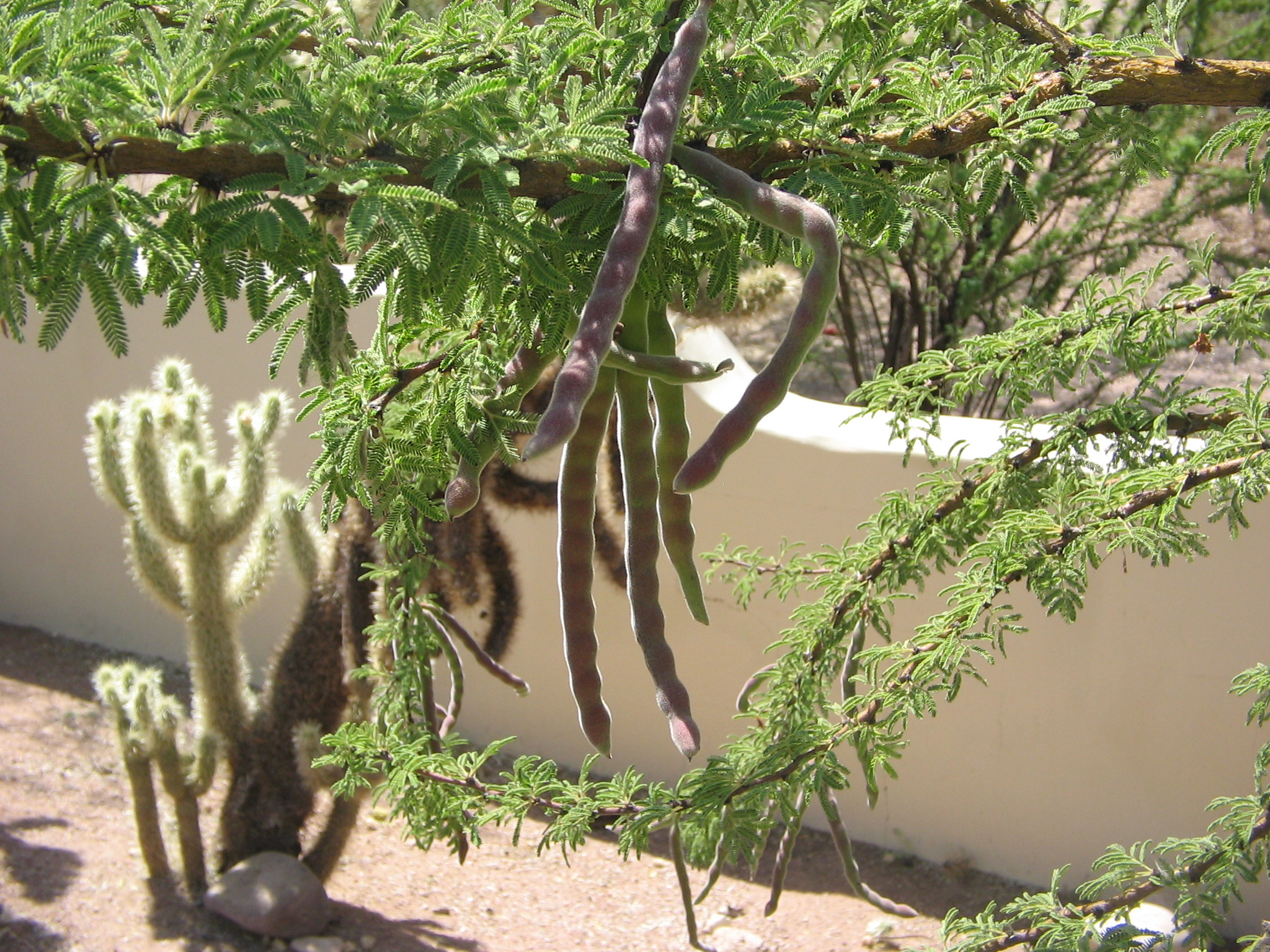